# Ulf Lassen
Ulf Lassen (* 1960) ist ein deutscher Finanzwissenschaftler.

## Leben
Nach seinem Abitur 1979 am Sophie-Scholl-Gymnasium Itzehoe (Schleswig-Holstein) absolvierte er zunächst eine Banklehre. Anschließend studierte Lassen Betriebswirtschaft an der Universität Hamburg mit dem Abschluss als Diplom-Kaufmann. Im Anschluss arbeitete er in verschiedenen Kreditinstituten in Hamburg, Berlin und Frankfurt am Main im Fachgebiet Kredit- und Risikoanalyse komplexer Strukturen, insbesondere in verschiedenen immobilienwirtschaftlichen Bereichen. 1990 wurde er an der Universität Hamburg mit der Arbeit Theoretische Grundlagen und praktische Konzeption personal-computer-gestützter Systeme der Bankbilanzanalyse zum Dr. rer. pol. promoviert. Er war bis 2001 Generalbevollmächtigter einer Zentralbank in Frankfurt am Main.
2007 erhielt er einen Ruf an die Hochschule Biberach, Fakultät Betriebswirtschaft (Bau und Immobilien),  für das  Fachgebiet Immobilien- und Baubetriebswirtschaft, Finanzierung und Investition.
Ulf Lassen hat sehr umfangreiche Beiratstätigkeiten und Gremienerfahrungen. Er ist außerdem Ausbilder nach AEVO (umfangreiche Seminar- und Moderatorentätigkeit).

## Schriften
- Ulf Lassen: Theoretische Grundlagen und praktische Konzeption PC-gestützter Systeme der Bankbilanzanalyse. Verlag Dr. Kovac, Hamburg 1990. ISBN 3925630430